# Sergiu Celibidache

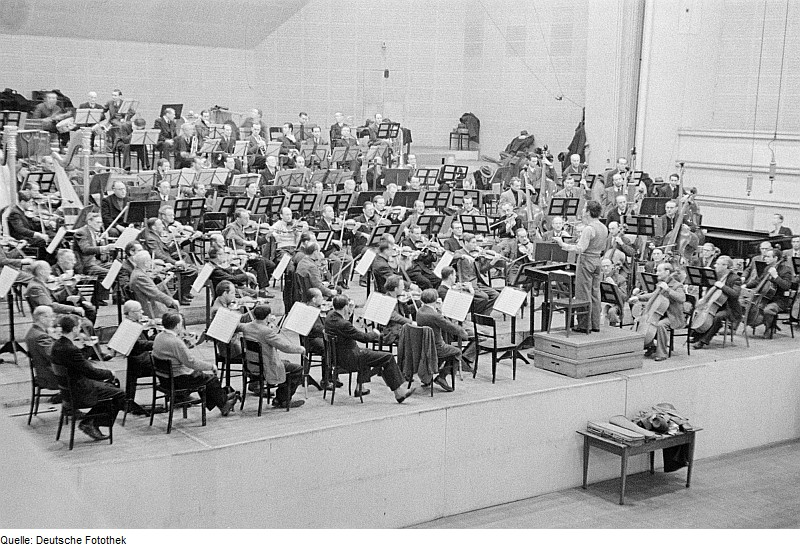
Celibidache como maestro da Filarmônica de Berlim em 1946

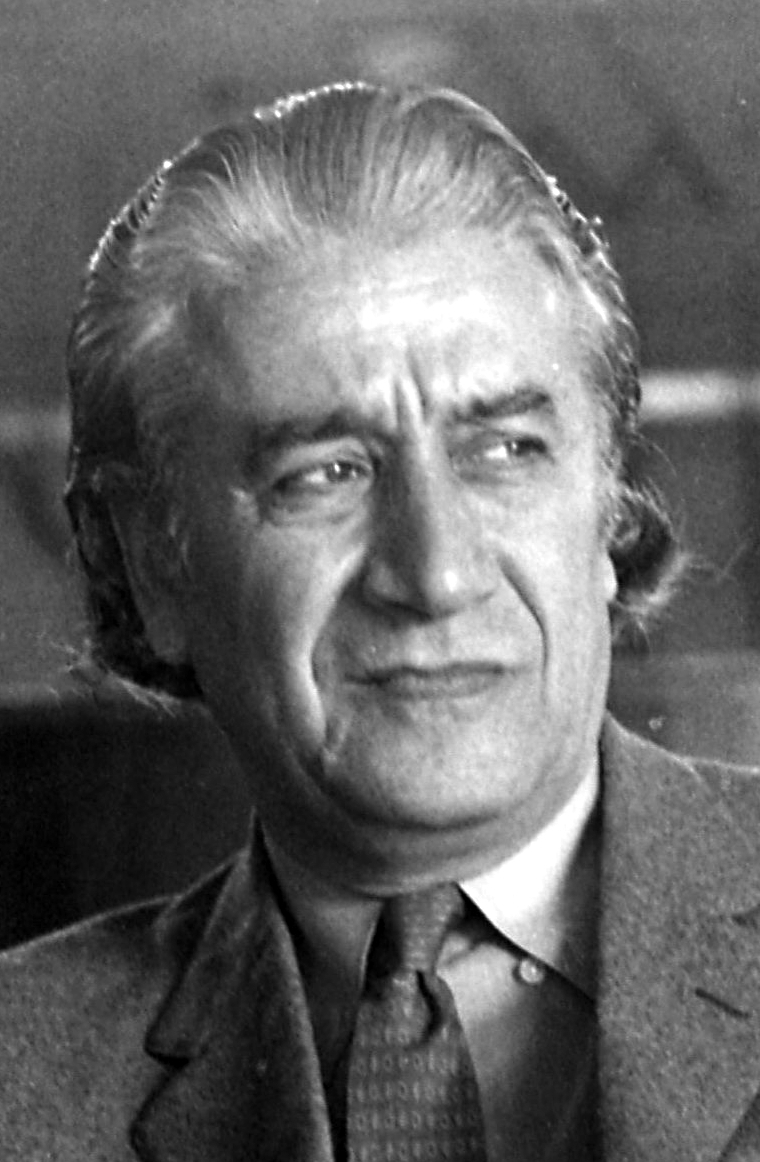
Celibidache em 1969

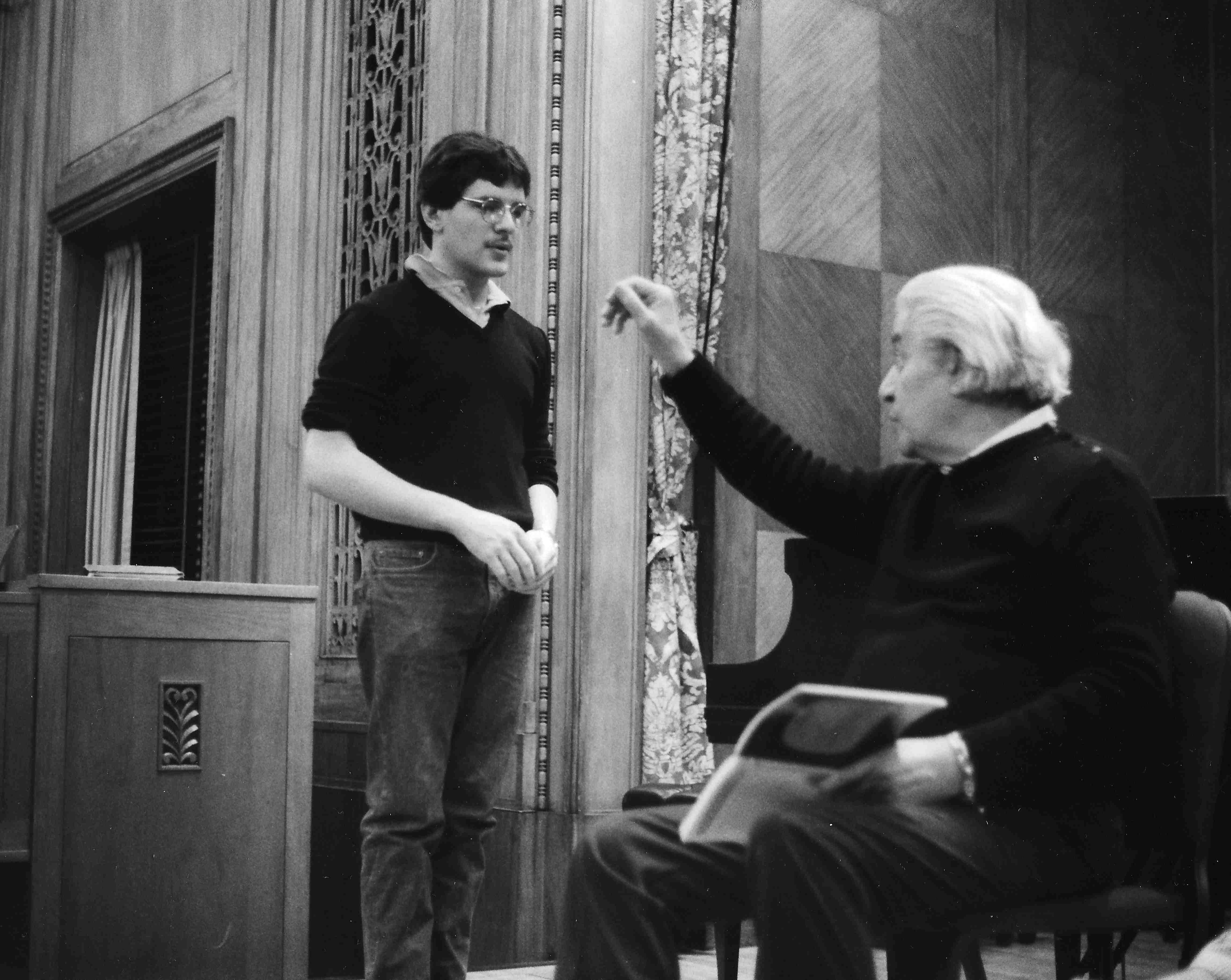
Celibidache dando uma aula de regência no Curtis Institute em 1984 para o aluno David Bernard

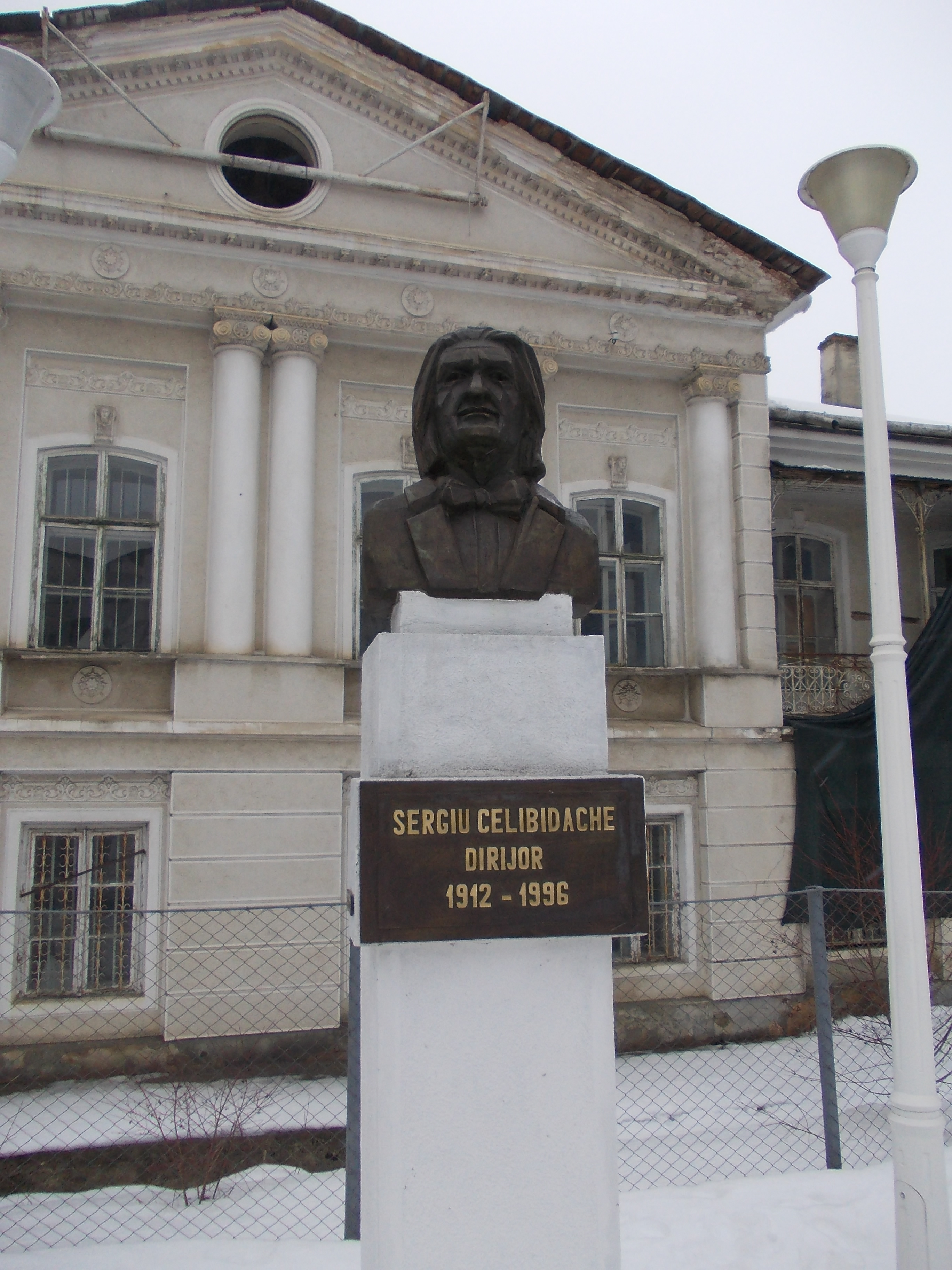
Busto de Sergiu Celibidache em sua cidade natal em Roman

Sergiu Celibidache (Roman, 11 de julho [O.S. 28 de junho] de 1912  – Nemours, 14 de agosto de 1996) foi um maestro, compositor, teórico musical e professor romeno. Educado em sua Romênia natal, e mais tarde em Paris e Berlim, a carreira musical de Celibidache durou mais de cinco décadas, incluindo mandatos como maestro principal da Filarmônica de Munique, da Filarmônica de Berlim, da Orquestra Sinfônica Nacional da RAI, da Orchestre de Radio France, da Orquestra Sinfônica da Rádio Sueca e de muitas outras orquestras europeias, como a Orquestra Sinfônica da Rádio de Stuttgart, a Orquestra Sinfônica Nacional Dinamarquesa e a Orquestra Sinfônica de Londres.
Considerando o ensino como uma das atividades mais importantes, ele ensinou música e fenomenologia musical na Accademia Musicale Chigiana em Siena, Itália, bem como na Universidade de Mainz na Alemanha, no Curtis Institute of Music na Filadélfia, Pensilvânia, no Schleswig-Holstein Musik Festival na Alemanha e, no final, na Schola Cantorum em Paris.
Celibidache se recusou categoricamente a lançar suas performances em gravações comerciais durante sua vida, alegando que um ouvinte não poderia ter uma "experiência transcendental" fora da sala de concertos. Muitas das gravações de suas performances foram lançadas postumamente. Ele, no entanto, ganhou aclamação internacional por suas interpretações do repertório clássico e era conhecido por um estilo de performance espirituoso influenciado por seu estudo e experiências no budismo zen. Ele é considerado um dos maiores maestros do século XX.

## Biografia

### Primeiros anos de vida e educação
Sergiu Celibidache nasceu em 28 de junho de 1912 filho de Demostene Celebidachi, um oficial de cavalaria do exército romeno e mais tarde prefeito da região de Iaşi e Maria Celebidachi (nascida Brăteanu), em Roman, uma pequena cidade na região da Moldávia, na Romênia, onde seu pai era um funcionário do governo. Ele cresceu em Iaşi, para onde sua família se mudou logo após seu nascimento. Ele já improvisava ao piano aos quatro anos de idade e, após uma educação tradicional em matemática, filosofia e música em Iaşi, foi enviado por seu pai para Bucareste e depois para Paris, onde continuou seus estudos. Seu pai esperava que ele seguisse uma carreira política na Romênia, mas em 1936 Celibidache matriculou-se na Hochschule für Musik (Academia de Música) em Berlim (as autoridades alemãs mudaram erroneamente seu sobrenome de Celebidachi para Celibidache, a forma pela qual era conhecido), onde estudou composição com Heinz Tiessen e regência com Kurt Thomas, Walter Gmeindl e Fritz Stein. Ele continuou com estudos de doutorado na Universidade Friedrich Wilhelm (Friedrich-Wilhelms-Universität), onde estudou filosofia com Nicolai Hartmann e Eduard Spranger e musicologia com Arnold Schering e Georg Schünemann. Ele apresentou uma dissertação sobre Josquin des Prez e recebeu seu diploma em 1944. Ao longo da década de 1940, ele acompanhou e se envolveu romanticamente com a dançarina e coreógrafa romena Iris Barbura. Durante seus estudos em Berlim, Celibidache foi apresentado ao budismo zen por seu professor Martin Steinke, e o Budismo influenciou a visão de mundo e o trabalho de Celibidache pelo resto de sua vida. Em uma entrevista de 1986, ele disse: "Eu nasci um cristão ortodoxo e estudei filosofia, mas ainda não conseguia encontrar soluções para meus problemas. Foi através de Steinke que encontrei [...] o caminho do Zen. Tudo o que posso dizer é que sem o Zen eu não poderia ter conhecido esse estranho princípio de que o começo está no fim, e o fim está no começo. A música nada mais é do que a materialização desse princípio."

### Carreira
Como Wilhelm Furtwängler foi banido por ter regido sob Hitler, Celibidache foi o maestro principal da Filarmônica de Berlim de 1945 a 1952. Ele teve sua grande chance logo após o fim da Segunda Guerra Mundial em circunstâncias trágicas: Leo Borchard, que foi liberado para reger pelas forças americanas, foi baleado durante um passeio noturno de carro. Celibidache acabou de vencer o concurso organizado pela Orquestra Sinfônica da Rádio de Berlim. Em busca de um substituto, a Filarmônica de Berlim tirou Celibidache da Orquestra Sinfônica da Rádio de Berlim para se tornar o mais jovem Diretor Geral de Música da Filarmônica de Berlim. Após a desnazificação de Furtwängler em 1947, Furtwängler pôde reger a Filarmônica de Berlim em alternância com Celibidache.
Quando Furtwängler morreu em 1954, Celibidache, que já estava criando ondas com a gerência em relação à idade de alguns músicos, bem como às limitações e perigos das gravações, foi esquecido para ser o sucessor oficial de Furtwängler. Em vez disso, a Filarmônica de Berlim escolheu Herbert von Karajan. Demorou 37 anos até que uma colaboração pudesse ocorrer novamente: o concerto da Sinfonia nº 7 de Bruckner aconteceu apenas por instigação do presidente alemão na época, Richard von Weizsäcker.
Celibidache mais tarde trabalhou com orquestras de rádio em Estocolmo, Stuttgart e Paris. Ele também trabalhou na Grã-Bretanha no final dos anos 1940 e 1950, devido em parte aos esforços promocionais da pianista Eileen Joyce e seu parceiro, um agente de artistas. Joyce disse que Celibidache foi o maior maestro com quem ela já trabalhou: "ele foi o único que entrou na minha alma". Em 1970, ele recebeu o Prêmio Sonning da Dinamarca. De 1979 até sua morte, ele foi diretor musical da Filarmônica de Munique. Ele lecionou regularmente na Hochschule für Musik Mainz na Alemanha e em 1984 lecionou no Curtis Institute na Filadélfia, Pensilvânia. O ensino foi um foco importante ao longo de sua vida e seus cursos eram frequentemente abertos a todos, sem nenhuma taxa. Entre seus alunos notáveis estão Enrique García Asensio, Konrad von Abel, Françoys Bernier, Raffaele Napoli, Rony Rogoff, Bernhard Sieberer, Markand Thakar e Nils-Göran Areskoug.
Ele apareceu no filme Ambassadors of Music (1952), conduzindo a Filarmônica de Berlim em uma performance da abertura Egmont de Ludwig van Beethoven. Mais tarde, ele foi o tema de dois grandes documentários: Celibidache, let it evolve de Jan Schmidt-Garre e Celibidache's Garden de seu filho Serge Ioan Celebidachi.

## Anos posteriores
Uma controvérsia surgiu sobre comportamento discriminatório que veio à tona durante uma batalha legal de 12 anos durante sua gestão na Filarmônica de Munique com a trombonista Abbie Conant. Celibidache alegou que Conant não tinha a "força necessária" e "empatia emocional" para liderar a seção de trombone. Ela foi convidada a sentar-se na segunda cadeira. Celibidache não foi convidado a dar depoimento nos julgamentos. Finalmente, os tribunais decidiram a favor de Conant. Como consequência, Conant recebeu o mesmo pagamento que seus colegas homens.
Após 37 anos de ausência, Celibidache foi convidado pelo presidente federal Richard von Weizsacker a retornar a Berlim e reger a Filarmônica de Berlim mais uma vez para simbolizar o fim do comunismo na Europa e a reunificação alemã. Celibidache regeu Bruckner 7th em 31 de março de 1992 com a Filarmônica de Berlim.
Celibidache morreu aos 84 anos em 14 de agosto de 1996 em Nemours, perto de Paris. Ele foi enterrado no Cimetière de Neuville sur Essonne.

## Estilo de performance
A abordagem de Celibidache para fazer música é frequentemente descrita mais pelo que ele não fez do que pelo que ele fez. Por exemplo, muito se falou da "recusa" de Celibidache em fazer gravações, embora quase toda a sua atividade de concerto tenha sido realmente gravada - tendo aceitado transmissões de rádio ao vivo - com muitas lançadas postumamente por grandes gravadoras como EMI e Deutsche Grammophon com o consentimento de sua família. Em sua visão, a música é feita da acumulação de milhares de "nãos" e um "sim" final quando as condições são finalmente reunidas durante um concerto. Era tudo sobre a experiência ao vivo, a capacidade de estar "no agora".
O foco de Celibidache era de fato criar, durante cada concerto, as condições ideais para o que ele chamava de "experiência transcendente". Aspectos do budismo zen, como ichi-go ichi-e, influenciaram fortemente sua produção musical. Ele acreditava que experiências transcendentais eram extremamente improváveis de ocorrer ao ouvir música gravada, então ele as evitava. Como resultado, alguns de seus concertos proporcionaram ao público experiências excepcionais e às vezes transformadoras, incluindo, por exemplo, um concerto de 1984 no Carnegie Hall pela Orquestra do Curtis Institute que o crítico do The New York Times John Rockwell descreveu como o melhor de seus 25 anos de frequência a concertos.
Celibidache era bem conhecido por suas demandas por um longo tempo de ensaio com orquestras. Uma característica frequentemente mencionada de muitos de seus concertos posteriores, capturada nas gravações ao vivo deles, é um andamento mais lento do que o que é considerado a norma, enquanto em passagens rápidas (especialmente em suas apresentações anteriores) seus andamentos frequentemente excediam as marcações do metrônomo em muito. Na opinião do próprio Celibidache, no entanto, a crítica ao andamento de uma gravação é irrelevante, pois não é (e não pode ser) uma crítica da apresentação, mas sim de uma transcrição dela, sem o ambiente do momento, para ele, um fator-chave em qualquer apresentação musical. Como Celibidache explicou, o espaço acústico no qual se ouve um concerto afeta diretamente a probabilidade do surgimento de sua tão procurada experiência transcendente. O espaço acústico no qual se ouve uma gravação de uma de suas performances, por outro lado, não tem impacto na performance, pois é impossível que as características acústicas desse espaço estimulem os músicos a tocar mais devagar ou mais rápido.
O fato de suas performances gravadas diferirem tanto da maioria das outras gravações fez com que fossem vistas por alguns como itens de colecionador em vez de lançamentos populares e "únicos" em vez de gravações de referência.

## Vida pessoal
Em 1965, Celibidache casou-se com Ioana Procopie Dumitrescu (1924-2012). Eles tiveram um filho, Sergiu Ioan Celibidache ("Serge"), nascido em 19 de junho de 1968.

## Composições
A maioria de suas composições musicais não são executadas e não são publicadas.

### Principais composições
- Der Taschengarten (ca.1978) - publicado pela Schott Music
- Haz de Necaz (ca.1992) - publicado pela Schott Music
- Homenagem a Arturo Benedetti Michelangeli (ca.1995) - não publicado
- Missa de Réquiem - não publicado
- 4 Sinfonias - não publicado

## Discografia
Seus lançamentos notáveis foram suas apresentações em Munique de Beethoven, Johannes Brahms, Anton Bruckner, Robert Schumann, Johann Sebastian Bach, Gabriel Fauré e uma série de apresentações ao vivo com a Orquestra Sinfônica de Londres e a Orquestra Sinfônica da Rádio de Stuttgart:
- 1945: Debussy/Roussel: Petite Suites, with Berlin Radio Symphony Orchestra (Naxos)
- 1945: Prokofiev: Berlin Philharmonic Orchestra, Prokofiev Symphony in D major, Op. 25 “Classical” (HMV C 3729-30) 78 rpm
- 1948: Tchaikovsky: Symphony No. 5 in E minor, Op. 64 LPO (Decca AK 2036-41 78 rpm)
- 1949: Mozart: Symphony No. 25 in G minor, K. 183 (Decca AK 2197-9 78 rpm)
- 1951: Mozart: Symphony No. 25 in G minor, K. 183 (Decca LXT 2558)
- 1951: Tchaikovsky: Symphony No. 5 in E minor, Op. 64 LPO (Decca LXT 2545)
- 1969: Tchaikovsky: Symphony No. 5 in E minor, Op. 64 LPO (Decca Eclipse ECM 833)
- 1985: Beethoven: Concerto for Violin and Orchestra (Electrecord)
- 1988: Mendelssohn: Sinfonia N. 4 "Italian"; Dvořák: Sinfonia N. 9 Dal Nuovo Mondo (Frequenz)
- 1990: Tchaikovsky: Symphony No. 5; Nutcracker Suite (London)
- 1991: Mozart: Requiem; Vivaldi: Stabat Mater (Arkadia)
- 1991: Tchaikovsky: Symphony No. 6 "Pathetique"; Roméo et Juliette (Arkadia)
- 1994: Brahms: Symphony No. 2 & Haydn Variations, Op. 56a (Fonit-Cetra Italia)
- 1994: Brahms: Symphony Nos. 3 & 4 (Fonit-Cetra Italia)
- 1994: Bruckner: Symphony No. 7 (Andromeda)
- 1994: Mozart: Grand Mass, K. 427 (Cetra)
- 1995: Beethoven: Symphony Nos. 2 & 4 (Nas)
- 1997: Bartók: Concerto for Orchestra (EMI Music Distribution)
- 1997: Beethoven: Symphony Nos. 4 & 5 (EMI Music Distribution)
- 1997: Debussy: La Mer; Iberia (EMI Music Distribution)
- 1997: Haydn: Symphony Nos 103 & 104 (EMI Music Distribution)
- 1997: Mozart: Symphony No. 40; Haydn: "Oxford Symphony" (EMI Music Distribution)
- 1997: Ravel: Ma Mère l'Oye; Bolero, Le tombeau de Couperin; Alborada del Gracioso (Fonit-Cetra Italia)
- 1997: S. Celibidache Conducts Beethoven & Brahms (Tahra)
- 1997: Schubert: Symphony No. 9 (EMI Music Distribution)
- 1997: Schumann: Symphonies 3 & 4 (EMI Music Distribution)
- 1997: Tchaikovsky: Romeo and Juliet Fantasy–Overture; Mussorgsky: Pictures at an Exhibition (EMI Music Distribution)
- 1997: Tchaikovsky: Symphony No. 5 (EMI Music Distribution)
- 1997: Tchaikovsky: Symphony No. 6 (EMI Music Distribution)
- 1997: The Young Celibidache, Vol. II (Tahra)
- 1997: Wagner: Orchestral Music (EMI Music Distribution)
- 1998: Bruckner 3 (EMI Music Distribution)
- 1998: Bruckner 4 (EMI Music Distribution)
- 1998: Bruckner 6 (EMI Classics)
- 1998: Bruckner 7; Te Deum (EMI Music Distribution)
- 1998: Bruckner 8 (EMI Classics)
- 1998: Bruckner 9 in Concert and Rehearsal (EMI Classics)
- 1998: Bruckner: Mass in F minor (EMI Music Distribution)
- 1998: Bruckner: Symphonies No. 3-9; Mass in F minor, Te Deum (EMI Classics)
- 1998: Shostakovich: Symphonie No. 7 (Magic Talent)
- 1999: Beethoven: Symphonies No. 2 & 4 (EMI Music Distribution)
- 1999: Beethoven: Symphony No. 3 (EMI Music Distribution)
- 1999: Beethoven: Symphony No. 6; Leonore (EMI Music Distribution)
- 1999: Brahms: Ein deutsches Requiem (Audiophile Classics)
- 1999: Brahms: Symphonies Nos. 2, 3, 4 (EMI Music Distribution)
- 1999: Brahms: Symphony No. 1; Ein deutsches Requiem (EMI Music Distribution)
- 1999: Celibidache Conducts Beethoven 7 & 8 (EMI Music Distribution)
- 1999: Mussorgsky: Pictures at an Exhibition; Stravinsky: The Fairy's Kiss Suite (Deutsche Grammophon)
- 1999: Prokofiev: Scythian Suite; Symphony No. 5 (Deutsche Grammophon)
- 1999: Rimsky-Korsakov: Sheherazade; Stravinsky: The Firebird Suite (Version 1923) (Deutsche Grammophon)
- 1999: Schumann: Symphony No. 2; Brahms: Haydn Variations (EMI Music Distribution)
- 1999: Sergiu Celebidache (Box) (No Noise)
- 1999: Strauss: Don Juan; Tod und Verklärung; Respighi: Pini di Roma (Rehearsals) (Deutsche Grammophon)
- 1999: Tchaikovsky: Symphony No. 2 Op. 17 "Piccola Russia"; Dvořák: Concerto Op. 104 (Urania)
- 1999: Tchaikovsky: Symphony No. 2; Brahms: Symphony No. 4 (Arkadia)
- 2000: Brahms: Symphony No. 2; Mozart: Symphony No. 25 (Urania)
- 2000: Bruckner: Symphonies Nos. 3–5 (Box Set) (Deutsche Grammophon)
- 2000: Bruckner: Symphony No. 3 (Deutsche Grammophon)
- 2000: Bruckner: Symphony No. 4 (Deutsche Grammophon)
- 2000: Bruckner: Symphony No. 5 (Rehearsal) (Deutsche Grammophon)
- 2000: Bruckner: Symphony No. 5; Mozart: Symphony No. 35 (Deutsche Grammophon)
- 2000: Franck: Symphony in D; Hindemith: Mathis der Mahler (Deutsche Grammophon)
- 2000: Richard Strauss: Till Eulenspiegel; Don Juan; Shostakovich: Symphony No. 9 (Deutsche Grammophon)
- 2000: Schubert: Symphony No. 8 "Unfinished"; Tchaikovsky: Nutcracker Suite (Aura Classics)
- 2000: Sibelius: Symphonies Nos. 2 & 5 (Deutsche Grammophon)
- 2001: Sergiu Celibidache (Classica d'Oro)
- 2001: Sergiu Celibidache et la Philharmonie de Berlin (Tahra)
- 2001: Shostakovich: Symphony No. 7 "Leningrad" (Classica d'Oro)
- 2002: Prokofiev: Symphonies Nos. 1 & 5; Violin Concerto No. 1 (Classica d'Oro)
- 2003: Mendelssohn: Symphony No. 4 "Italian"; Bizet: Symphony in C (Archipel)
- 2004: Bach: Mass in B minor (EMI Classics)
- 2004: Bruckner: Symphonies Nos. 3–5, 7–9 [Box Set] (Deutsche Grammophon)
- 2004: Celibidache Conducts Milhaud & Roussel (EMI Music Distribution)
- 2004: Celibidache Plays Mozart's Requiem (EMI Classics)
- 2004: Fauré: Requiem; Stravinsky: Symphony of Psalms [Live] (EMI Music Distribution)
- 2004: Overtures by Berlioz, Mendelssohn, Schubert, Smetana & Strauss (EMI Music Distribution)
- 2004: Prokofiev: Symphonies 1 & 5 (EMI Music Distribution)
- 2004: Rimsky-Korsakov: Scheherazade (EMI Music Distribution)
- 2004: Shostakovich: Symphony No. 7 'Leningrad' (Pickwick)
- 2006: Celibidache: Der Taschengarten (Universal Classics & Jazz)
- 2006: Celibidache: The Complete EMI Edition [Limited Edition] [Box Set] (EMI Classics)
- 2006: Sergiu Celibidache: Lesen & Hören [CD+Book]
- 2007: Beethoven: Symphony No. 3 "Eroica"; Overture Leonre III (Archipel)
- 2007: Bruckner: Symphony No. 5
- 2007: Schumann: Symphony No. 4; Mussorgsky: Pictures at an Exhibition
- 2008: Sergiu Celibedache Conducts Kölner Rundfunk-Sinfonie-Orchester (Orfeo)
- n.d.: Anton Bruckner: Symphonies Nos. 5 & 8; Brahms: Haydn Variations, Op. 56 (Exclusive)
- n.d.: Anton Bruckner: Symphony No. 7 in E major (As Disc)
- n.d.: Antonín Dvořák: Symphony N. 7; Johann Strauss Jr.: Die Fledermaus Overture (Artists)
- n.d.: Bach: Mass in B minor (Exclusive)
- n.d.: Beethoven: Concerto No. 5 for Piano and Orchestra "Emperor" (Electrecord)
- n.d.: Beethoven: Symphonies Nos. 2 & 4 (Artists)
- n.d.: Beethoven: Symphony No. 7; Bach: Brandenburg Coincerto No. 3; Ravel: Le Tombeau de Couperin (Archipel)
- n.d.: Berlioz: Symphonie fantastique, Op. 14; Roméo et Juliette (Arkadia)
- n.d.: Brahms: Ein deutsches Requiem (Myto Records)
- n.d.: Brahms: Symphonies Nos. 1–4 [Box Set] (Deutsche Grammophon)
- n.d.: Brahms: Symphonies Nos. 2 & 3 (Deutsche Grammophon)
- n.d.: Brahms: Symphonies Nos. 2–4; Variations on a theme from Haydn (Acum)
- n.d.: Brahms: Symphony No. 1 (Acum)
- n.d.: Brahms: Symphony No. 1 (Deutsche Grammophon)
- n.d.: Brahms: Symphony No. 4 (Rehearsal) (Deutsche Grammophon)
- n.d.: Brahms: Symphony Nos. 2 & 3 (Legend)
- n.d.: Brahms: The Complete Symphonies; Haydn Variations; Alto Rhapsody (Living Stage)
- n.d.: Bruckner: Symphonies 4 & 9 (Exclusive)
- n.d.: Bruckner: Symphonies 7 & 8 (Deutsche Grammophon)
- n.d.: Bruckner: Symphonies 7–9 [Box Set] (Deutsche Grammophon)
- n.d.: Bruckner: Symphony 7 (Deutsche Grammophon)
- n.d.: Bruckner: Symphony 9 (Deutsche Grammophon)
- n.d.: Bruckner: Symphony No. 3 (Exclusive)
- n.d.: Bruckner: Symphony No. 7 (Arkadia)
- n.d.: Bruckner: Symphony No8, WAB108; Schubert: Symphony in Bf No5, D485 (Deutsche Grammophon)
- n.d.: Celibidache [Box Set] (Deutsche Grammophon)
- n.d.: Celibidache Conducts Debussy & Ravel (Box Set) (Deutsche Grammophon)
- n.d.: Celibidache Conducts Debussy (FED)
- n.d.: Celibidache Conducts Debussy / Respighi / Milhaud (Originals)
- n.d.: Celibidache Conducts Mussorgsky, Stravinsky, Rimsky-Korsakov, Prokofiev (Box Set) (Deutsche Grammophon)
- n.d.: Celibidache Conducts Ravel & Stravinsky (Originals)
- n.d.: Celibidache Conducts Stravinsky (Arlecchino)
- n.d.: Celibidache Conducts Tchaikovsky (Grammofono 2000)
- n.d.: Celibidache Festival (Originals)
- n.d.: Celibidache, Vol. 1: Symphonies (EMI Classics)
- n.d.: Celibidache, Vol. 3: French & Russian Music (EMI Classics)
- n.d.: Celibidache, Vol. 4: Sacred Music & Opera (EMI Classics)
- n.d.: Debussy: Ibéria; Ravel: Rapsodie espagnole; Alborada del gracioso (Deutsche Grammophon)
- n.d.: Debussy: La Mer (Rehearsal) (Deutsche Grammophon)
- n.d.: Debussy: La Mer; La Damoiselle élue; Milhaud: Saudades do Brazil (Fonit-Cetra Italia)
- n.d.: Debussy: Nocturnes; La Mer (Deutsche Grammophon)
- n.d.: Dvořák: Concerto in B minor / Eight Slavonic Dances (Arkadia)
- n.d.: Dvořák: Violin Concerto; Symphony 9 (Concerto)
- n.d.: Franck: Symphonie en Ré mineur; Wagner: Siegfried-Idyll; Tristan und Isolde prelude (Arkadia)
- n.d.: Great Conductors of the 20th Century, Vol. 39: Sergiu Celibidache (EMI Music Distribution)
- n.d.: Haydn: Symphony No. 103; Mozart: Symphony No. 38 (Originals)
- n.d.: Haydn: Symphony No. 104 "London"; Debussy: Jeux; Igor Stravinsky: Jeux de Cartes (Urania)
- n.d.: Legendary Performers Vol. 2 (As Disc)
- n.d.: Mozart: Great Mass in C minor, K. 427; Concerto for Two Pianos and Orchestra, K. 365; Haffner Serenade, K. 250 (Acum)
- n.d.: Mozart: Great Mass in C minor, K. 427; Haffner Serenade, K. 250 (Fonit-Cetra Italia)
- n.d.: Mozart: Requiem (Artists)
- n.d.: Mozart: Requiem (Il Sabato)
- n.d.: Mozart: Symphonies Nos. 40 & 41; Schubert: Symphony No. 5; Schumann: Symphony No. 2 (Living Stage)
- n.d.: Mozart: Symphony No. 41; Schubert: Symphony No. 5 (Memories)
- n.d.: Mussorgsky: Pictures at an Exhibition; Cherubini: Symphony in D major; Bäck: Intrada for Orchestra (Originals)
- n.d.: Mussorgsky: Pictures at an Exhibition; Strauss: Don Juan (Artist)
- n.d.: Prokofiev: Romeo E Giulietta/Berlioz: Romeo E Giulietta/Tchaikovsky: Romeo E Giulietta (Fonit-Cetra Italia)
- n.d.: Prokofiev: Romeo et Juliet (Extracts) (Deutsche Grammophon)
- n.d.: Prokofiev: Symphony No. 5; Prokofiev, Berlioz, Tchaikovsky: Romeo et Juliet (Acum)
- n.d.: Ravel: La Valse; Daphnis et Chloé; Suite No. 2; Le Tombeau de Couperin (Deutsche Grammophon)
- n.d.: Richard Strauss: Tod und Verklärung; Vier letzte Lieder; Igor Stravinsky: L'oiseau de feu; Ravel: Daphnis et Chloé (Acum)
- n.d.: Rimsky-Korsakov: Schéhérazade (Originals)
- n.d.: RTSI Orchestra Conducted by Sergiu Celibidache: Schubert, Tchaikovsky
- n.d.: Schubert/Schumann: Symphonies (Fonit-Cetra Italia)
- n.d.: Schubert: Symphonies Nos. 5 & 8; Schumann: Symphonies No. 1 "Primavera" & 2 (Acum)
- n.d.: Schubert: Symphonies Nos. 8 & 9; Franck: Symphony in D minor; Mussorgsky-Ravel: Pictures at an Exhibition (Urania)
- n.d.: Schumann: Piano Concerto in A minor, Op. 54; Richard Strauss: Vier letzte Lieder (Artists Live Recording)
- n.d.: Schumann: Symphony Nos. 1 & 2 (Cetra)
- n.d.: Sergiu Celibidache alla RAI, Vol. 1: Johannes Brahms – Sinfonie 1–4, Variazione su un tema di Haydn (Fonit-Cetra Italia)
- n.d.: Sergiu Celibidache Alla Rai, Vol. 5 (Fonit-Cetra Italia)
- n.d.: Sergiu Celibidache Conducts (Artists)
- n.d.: Sergiu Celibidache Conducts (EMI Classics)
- n.d.: Sergiu Celibidache Conducts (Enterprise)
- n.d.: Sergiu Celibidache Conducts (Urania)
- n.d.: Sergiu Celibidache Conducts Beethoven: Symphonies Nos. 2 & 4 (FED)
- n.d.: Sergiu Celibidache conducts Blacher, Mendelssohn, Brahms, Cherubini, Schwarz-Schilling (Tahra)
- n.d.: Sergiu Celibidache Conducts Brahms: Ein Deutsches Requiem, Op. 45 (IDIS)
- n.d.: Sergiu Celibidache conducts Franck, Tchaikovsky (IDIS)
- n.d.: Sergiu Celibidache Conducts Mendelssohn, Haydn, Beethoven (IDIS)
- n.d.: Sergiu Celibidache conducts Schubert & Schumann (IDIS)
- n.d.: Sergiu Celibidache Conducts the Berliner Philharmoniker (Myto Records)
- n.d.: Sergiu Celibidache, Vol. 1 (Arlecchino)
- n.d.: Sergiu Celibidache: From the collection of Deutsches Rundfunkarchiv (Music & Arts)
- n.d.: Sergiu Celibidache: Magier des Klangs (Documents)
- n.d.: Shostakovich: Symphonies 1 & 9; Barber: Adagio for Strings (EMI Classics)
- n.d.: Shostakovich: Symphony No 5, Op. 47; Symphony No. 9, Op. 70 (Arkadia)
- n.d.: Shostakovich: Symphony No. 7 "Leningrad" (Grammofono 2000)
- n.d.: Strauss: Don Juan; Tod und Verklärung; Respighi: Pini di Roma (Deutsche Grammophon)
- n.d.: Strauss: Ein Heldenleben (Deutsche Grammophon)
- n.d.: Stravinsky: L'Oiseau de feu; Ravel: Daphnis et Chloé; La Valse; Pavane pour une infante défunte (Cetra)
- n.d.: Tchaikovsky: Symphony No. 4; Nutcracker Suite (Angel Records / EMI Classics)
- n.d.: Tchaikovsky: Symphony No. 6; Monteverdi: Vespers of 1610 – Ave Maris Stella (Archipel)
- n.d.: The Art of Sergiu Celibidache, Volume 1–7 (Arlecchino)
- n.d.: The Complete RIAS Recordings (Audite)
- n.d.: The Stuttgart Recordings, Vol. 3 (Deutsche Grammophon)
- n.d.: The Unpublished Celibidache in Naples (Originals)
- n.d.: Verdi: Requiem (EMI Classics)
- n.d.: Wagner: Tristan und Isolde, WWV90; Siegfried Idyll, WWV103 (Arkadia)

## Honrarias, prêmios e condecorações
- 1954: Grã-Cruz do Mérito da República Federal da Alemanha
- 1955: Berliner Kunstpreis (Alemanha)
- 1970: Cavaleiro da Ordem de Vasa (Suécia)
- 1970: Prêmio de Música Léonie Sonning (Dinamarca)
- 1984: Prêmio Franco Abbiati (Itália)
- 1987: Nettuno d'oro (Itália)
- 1991: Ordem do Mérito da Baviera (Alemanha)
- 1992: Cidadão Honorário da Cidade de Munique (Ehrenbürgerrecht von München)
- 1992: Membro Honorário da Academia Romena
- 1993: Ordem Maximiliana da Baviera para Ciência e Arte (Alemanha)
- 1994: Doctor honoris causa, Academia de Arte de Iași e Universidade de Iași
- 1994: Cidadão Honorário (Cetățean de Onoare) de Iași (Romênia)
- 1994: Ordem do Mérito da Renânia-Palatinado (Alemanha)
- 1995: Commandeur des Arts et des Lettres (França)